# República Cisalpina
A República Cisalpina (em italiano: Repubblica Cisalpina; em francês: République Cisalpine) foi um Estado fundado pelos exércitos revolucionários franceses de Napoleão Bonaparte no norte da Península Itálica, que existiu entre 1797 e 1802 com capital em Milão. Do ponto de vista jurídico, utilizou uma constituição inspirada na Constituição Francesa de 1795. De início abrangia boa parte do território do extinto Ducado de Milão, Bérgamo, Cremona e Módena. No ano de sua fundação, ao incorporar a República Cispadana, incorporou Bolonha, Ferrara, Régio da Emília e o restante da área de Módena. Mais a frente, com a assinatura do Tratado de Campo Formio, obteve controle de Bréscia, Mântua e Valtellina. Em 1799, deixou de existir por algum tempo em decorrência de convulsões políticas na região, mas foi restaurada por Bonaparte em 1800. Em 1802, foi dissolvida e incorporada na República Italiana.